# Kutovo
Kutovo (bulgariska: Кутово) är ett distrikt i Bulgarien.   Det ligger i kommunen Obsjtina Vidin och regionen Vidin, i den nordvästra delen av landet, 150 km norr om huvudstaden Sofia.
Trakten runt Kutovo består till största delen av jordbruksmark. Runt Kutovo är det ganska tätbefolkat, med 90 invånare per kvadratkilometer.